# Pernerstorferhof

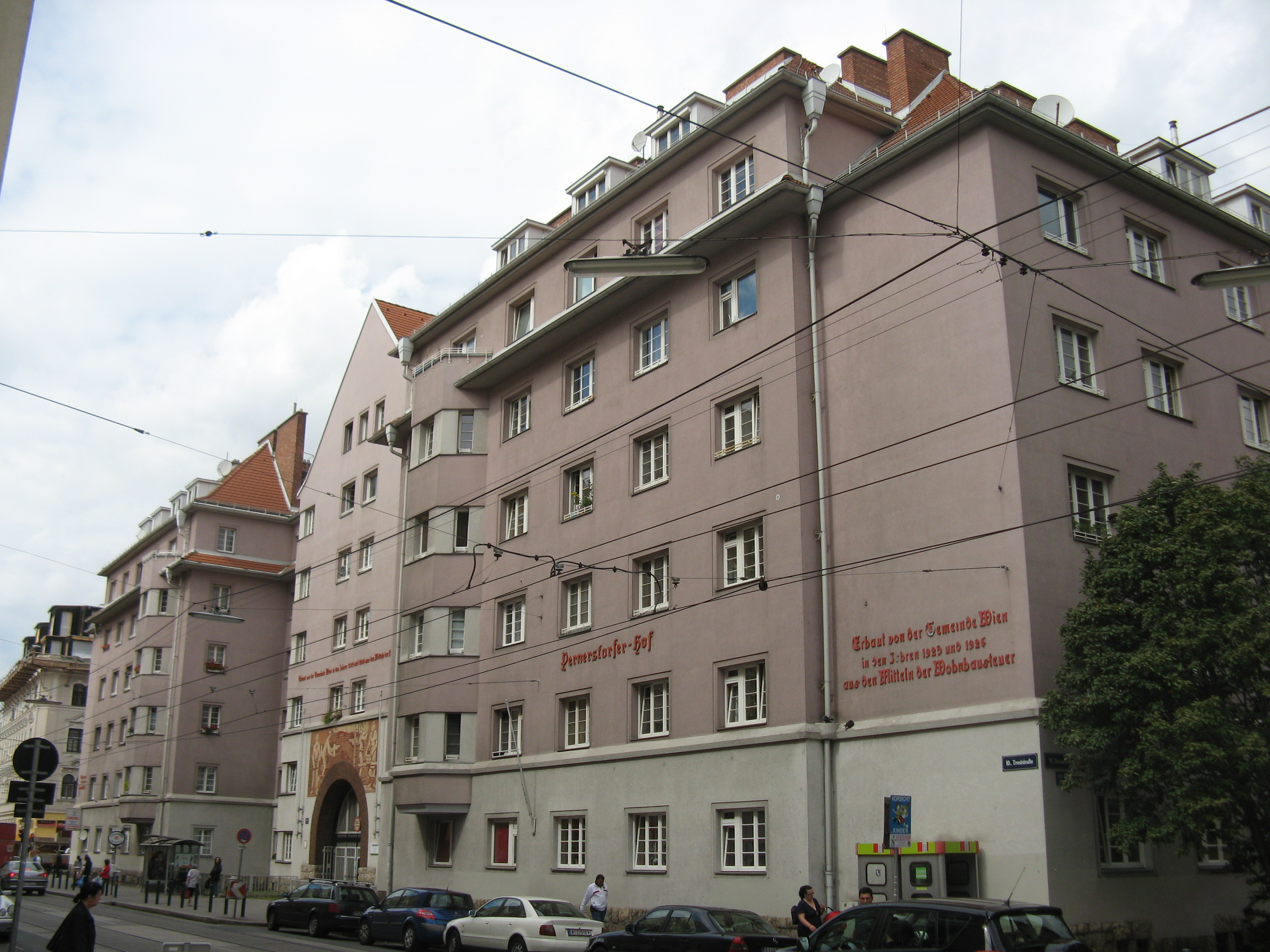
Pernerstorferhof

Der Pernerstorferhof ist eine städtische Wohnhausanlage im 10. Wiener Gemeindebezirk Favoriten. Sie befindet sich in der Troststraße 68–70 und wurde nach Engelbert Pernerstorfer, einem der Begründer der österreichischen Sozialdemokratie, benannt.

## Baubeschreibung
Die Wohnhausanlage wurde 1924 bis 1926 von den Architekten Camillo Fritz Discher und Paul Gütl an der bis dahin weitgehend unverbauten Troststraße zeitgleich mit zwei anderen Wohnhausblocks bei der Endstelle der Straßenbahnlinie 66 errichtet. Dabei handelt es sich um eine zeittypische Ausformung eines sogenannten Wohnpalastes, wie er in den Zwischenkriegsjahren häufig im Rahmen des Wohnbauprogramms des Roten Wien angewandt wurde. Bereits bestehende Häuser an der Herzgasse wurden in das Projekt miteinbezogen.
Der Pernerstorferhof liegt zwischen der Troststraße im Süden, der Neilreichgasse im Westen, der Hardtmuthgasse im Norden und Herzgasse im Osten. Er ist in Blockrandverbauung um einen Innenhof gestaltet und umfasst 431 Wohnungen auf 26 Stiegen. Der Innenhof wird durch einen T-förmigen Innenflügel in drei Gartenhöfe geteilt, die untereinander durch überbaute Durchfahrten verbunden sind.
Die mächtige, sechsgeschoßige Fassade ist reich mit Erkervorsprüngen, Loggien, Balkonen und Giebelaufbauten gegliedert. Der mittlere Bauteil an der Troststraße ist etwas zurückversetzt. Hier befindet sich eine monumentale Einfahrt mit Giebel und Rundbogenportal. Hingegen ist die rückwärtige Fassade an der Hardtmuthgasse wesentlich einfacher gestaltet. Interessante Baudetails, wie variierende Fensterformen, werten den Bau insgesamt auf.

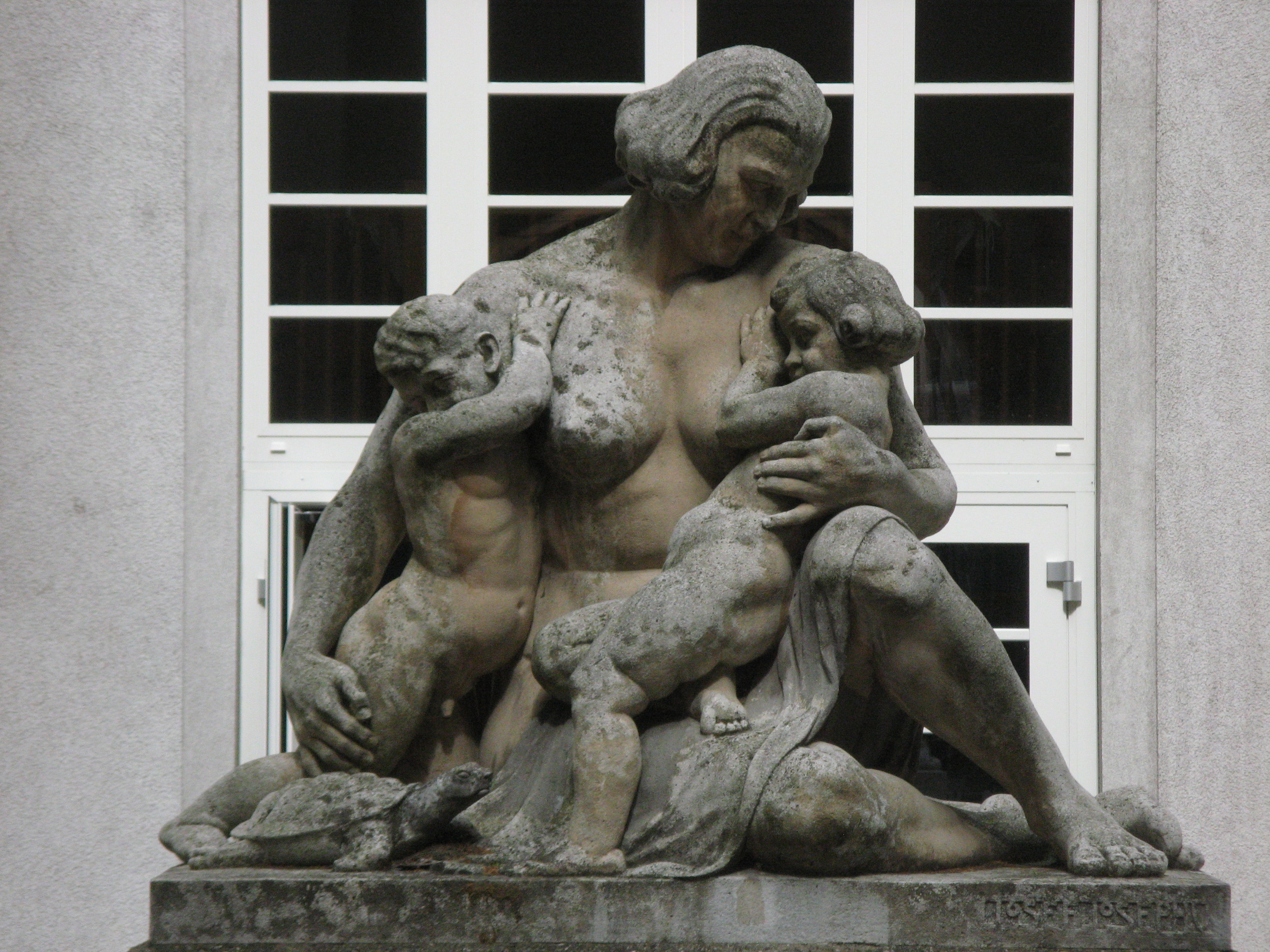
Brunnenfigur Zuflucht von Joseph Josephu

Im Innenhof befindet sich ein vertieft angelegter Kinderspielplatz mit einer Brunnenfigur Zuflucht von Joseph Josephu, die eine Mutter mit zwei Kindern darstellt.
Im Jahr 1953 wurde die Anlage durch Dachausbau um 30 Wohnungen erweitert. Damals wurde auch über der Einfahrt ein Sgraffito mit der Darstellung von Ziegelarbeitern von Heribert Potuznik angebracht.